# Plethodon
Plethodon är ett släkte av groddjur som ingår i familjen lunglösa salamandrar.
Arterna förekommer i Nordamerika och vistas främst i skogar. De är smala och har ett livligt rörelsesätt. Äggen läggs i jorden och de nykläckta ungarna är full utvecklade. Dessa salamandrar är jämförelsevis oberoende av vattenansamlingar. Flera arter är 8 till 10 cm långa och stora arten som Plethodon jordani når en längd upp till 18 cm. Släktet saknas på de Stora slätterna i centrala Nordamerika. Ofta finns en längsgående strimma på ryggen som är röd, gul eller tanfärgad. Allmänt har hannar ett bredare huvud och en längre svans än honor. Släktets medlemmar har fyra fingar vid framtassen och fem tår vid foten.
Exemplaren gömmer sig på dagen under stenar, under träbitar, i bergssprickor, i lövskiktet eller i mossa. Äggläggningen sker vid fuktiga platser.

## Arter avPlethodon, i alfabetisk ordning[1]
- Plethodon ainsworthi
- Plethodon albagula
- Plethodon amplus
- Plethodon angusticlavius
- Plethodon asupak
- Plethodon aureolus
- Plethodon caddoensis
- Plethodon chattahoochee
- Plethodon cheoah
- Plethodon chlorobryonis
- Plethodon cinereus
- Plethodon cylindraceus
- Plethodon dorsalis
- Plethodon dunni
- Plethodon electromorphus
- Plethodon elongatus
- Plethodon fourchensis
- Plethodon glutinosus
- Plethodon grobmani
- Plethodon hoffmani
- Plethodon hubrichti
- Plethodon idahoensis
- Plethodon jordani
- Plethodon kentucki
- Plethodon kiamichi
- Plethodon kisatchie
- Plethodon larselli
- Plethodon meridianus
- Plethodon metcalfi
- Plethodon mississippi
- Plethodon montanus
- Plethodon neomexicanus
- Plethodon nettingi
- Plethodon ocmulgee
- Plethodon ouachitae
- Plethodon petraeus
- Plethodon punctatus
- Plethodon richmondi
- Plethodon savannah
- Plethodon sequoyah
- Plethodon serratus
- Plethodon shenandoah
- Plethodon sherando
- Plethodon shermani
- Plethodon stormi
- Plethodon teyahalee
- Plethodon vandykei
- Plethodon variolatus
- Plethodon websteri
- Plethodon vehiculum
- Plethodon wehrlei
- Plethodon welleri
- Plethodon ventralis
- Plethodon virginia
- Plethodon yonahlossee

IUCN listar 6 arter som starkt hotad (EN). Plethodon ainsworthi är redan utdöd.